# San Giobbealtartavlan
San Giobbealtartavlan (italienska: Pala di San Giobbe) är en oljemålning av den italienske renässanskonstnären Giovanni Bellini. Den målades omkring 1487 som altartavla i kyrkan San Giobbe i Venedig och är sedan 1815 utställd på Gallerie dell'Accademia i samma stad. 
Målningen avbildar den tronande Jungfru Maria med Jesusbarnet omgivna av helige Franciskus, Johannes Döparen, Job (italienska: Giobbe), Dominicus, Sebastian och Ludvig av Toulouse. Framför tronen sitter tre änglar och spelar på instrument. 
Detta var Bellinis första altartavla och blev en stor framgång. Han fick senare liknande beställningar, till exempel den berömda altartavlan i kyrkan San Zaccaria.